# Rojda
Rojda Aykoç, geboren als Kadriye Şenses (Kurtalan, 1978), is een Koerdische zangeres uit Turkije.

## Levensloop

### Jeugd
Ze werd geboren in het dorp Tütün, in het district Kurtalan in de provincie Siirt, Turkije. Nadat ze de basisschool had afgerond, verhuisde ze in 1991 naar Istanboel en begon ze samen met haar oudere broer te werken en te zingen in lokale muziekbands. 

### Carrière
Vanaf 1991 begon ze samen te werken met de Koerdische muziekgroep Koma Gulên Xerzan, en vanaf 1993 met Navenda Çanda Mezopotamya. In 1997 werkte ze met een groep van 11 vrouwen in Koma Asmîn. Haar eerste soloalbum was Sebra Min, uitgebracht in 2006. In haar muziek is ze beïnvloed door verschillende beroemde Koerdische zangers, waaronder Karapetê Xaço, Meyremxan, Ayşe Şan en Merzîye Rezazî. Ze heeft veel concerten gegeven in het Verenigd Koninkrijk, Duitsland, Italië en Oostenrijk.
In september 2013 vergezelde ze Osman Baydemir en Leyla Zana op het Diyarbakir Culture Days-festival in Oostenrijk. Daar gaf ze een optreden in het stadhuis van Wenen, waarin ze hoopte op een vreedzame en democratische oplossing voor het Turks-Koerdische conflict dat sinds 1984 speelt.

### Arrestatie
In 2009 zong Rojda, tijdens het "Diyarbakır Cultuur en Kunstfestival" dat van 27 tot 30 mei 2009 in Diyarbakır werd gehouden, een Koerdisch lied genaamd "Heval Kamuran". Het Openbaar Ministerie van Diyarbakir spande later een rechtszaak tegen haar aan, waarin ze werd beschuldigd van "het verspreiden van propaganda voor een illegale organisatie". Op 25 maart 2010 veroordeelde het Hoge Strafhof van Diyarbakır haar tot een gevangenisstraf van een jaar en acht maanden wegens "het verspreiden van propaganda voor een terroristische organisatie".

## Discografie

### Albums
- Ji Bîr Nabin, Koma Xerzan, 1997
- Sonda Me, 1997
- Rûkena Min, 2005
- Sebra Min, 2006
- Mem û Zîn
- Şahiya Stranan
- Şevbuhêrka Dengbêjan, Roj TV
- Hat, 2011
- Stranên Bijartî, 2012
- Kezi, 2014